# Константин III
Флавије Клаудије Константин (лат. Flavius Claudius Constantinus), познатији као Константин III (лат. Constantinus III), био је западноримски узурпатор од 407. до своје смрти септембра 411. године.

## Узурпација
Пре него што је изабран за цара будући Константин III је био обичан војник у римској Британији. Пошто је врховни заповедник западноримских војски Стилихон у току 406. повукао бројне војнике са Рајне и из Британије како би бранио Италију од најезде готског краља Радагајста, у римској Британији је дошло до побуне. Већ 406. за противцара је изабран извесни Марко, а затим и Грацијан и најпосле, пре свега због свог имена по историчару Орозију, и Константин. Одмах пошто је извикан, Константин је 407. прешао Ламанш са главнином британских војски тако да се та година сматра традиционалном годином коначног римског повлачења са Британских острва.

## Хоноријево признање
У Галији, Константин III је затекао тешку ситуацију пошто су 31. децембра 406. племена Вандала, Свева и Алана прешла залеђену Рајну и кренула да пустоше и пљачкају по Галији све до Пиринеја. Њихов траг су следили Бургунди и Аламани. У таквим приликама Константин је све своје снаге сконцентрисао на придобијање римских полуга власту у Галији и заузимање рајнских прелаза. Са друге стране, цар Хонорије и Стилихон су у Константину видели већу опасност по западноримски двор и послали су против њега царску војски под командом Гота Сара. Пошто је Константин одбио Сара и ставио под своју власт територије северно од Алпа, Стилихонов положај, оптерећен и оптужбама о сарадњи са Аларихом и његовим Визиготима, је био тешко уздрман тако да је оптужен за велеиздају и погубљен 22. августа 408. године. У току лета 408. Константин III је утврдио своју резиденцију у галском граду Арелату (Арлу) и свог сина Констанса је прогласио за цезара и са војсковођом Геронтијем га је послао да заузме и Хиспанију. У Хиспанији су Константинови људи, по речима Олимпијодора из Тебе, заробили неколико Хоноријевих рођака и недуго затим их побили у Галији. Сам Хонорије је у то време био тешко притиснут од стране Визигота и у Равени је спремно прихватио емисаре који су затражили признање Константинове титуле августа. Као легитимни представник Теодосијеве династије и у сваком погледу старији август по рангу, Хонорије је признао Константина за савладара и у знак признања му послао пурпурни царски плашт. Ипак, источноримски двор у Константинопољу никада није признао Константина за члана царског колегијума. Догађаји који су уследили су показали да је Хоноријево признање било и врхунац Константиновог царевања.

## Пад
Први ударац дошао је од стране војсковође Геронтија који се одметнуо и прогласио свог сина Максима за цара. Како би добио спремну и ефикасну војску Геронтије је септембра или октобра 409. отворио пиринејске превоје Вандалима, Аланима и Свевима који су се потом пребацили на Пиринејско полуострво. Констанс, који је у име свог оца управљао Хиспанијом, поражен је од стране Геронтија и морао је да се повуче у Вјен у Галији. Пошто је Хонорије своје признање условио добијањем помоћи против Визигота, Константин је почетком 410. прешао Алпе али се није отворено сукобио са Аларихом највероватније због одсуства Хоноријеве конкретне помоћи. По повратку у Галију Константин, који је сада практично био у отвореном сукобу и са Хоноријем, је прогласио за августа свог сина Констанса, док је другом сину Јулијану дао највиши сенаторски ранг нобилисима.
Најзад, Константиново галско „царство“ је 411. нападнуто из два правца: из Хиспаније га је напао Геронтије предводећи војску добрим делом састављену од варвара, а из Италије Хоноријев нови врховни војсковођа Флавије Констанције. Геронтије је опсео и заузео Вјен где је млади август Констанс и убијен. Константин се утврдио у својој резиденцији Арелату испред чијих зидина су се сусреле Геронтијева и Констанцијева војска. Геронтијеви војници су већим делом пребегли Констанцију и владар Хиспаније и његов син Максим су се вратили јужно од Пиринеја где су убрзо страдали. Констанције је затим опсео Арелат, потукао војску одану Константину која је покушала да разбије опсаду и заузео град. Константин се склонио у једну од градских цркава где је заједно са сином Јулијаном посвећен за хришћанског свештеника. Констанцију се предао под заклетвом да ће бити остављен у животу. Затим су Константин и Јулијан послати цару у Равену али су недалего од резиденције Теодосијевог сина погубљени у знак одмазде због убиства Хоноријевих рођака 408. године. Њихове главе су приспеле у Равену 18. септембра 411. и доцније су биле јавно изложене у Картахени у Хиспанији.
О карактеру Константина неколико бележака су оставили познији галски аутори који су можда познавали локалну традицију. Тако је по Сидонију Аполинару његов највећи грех била колебљивост, а по Гргуру Турском прождрљивост. Савременик догађаја Олимпијодор сматрао је пак да су после уклаљања Константина Вандали, Алани и Свеви стекли прва трајнија упоришта у градовима Галије и Хиспаније.